# Akvarel

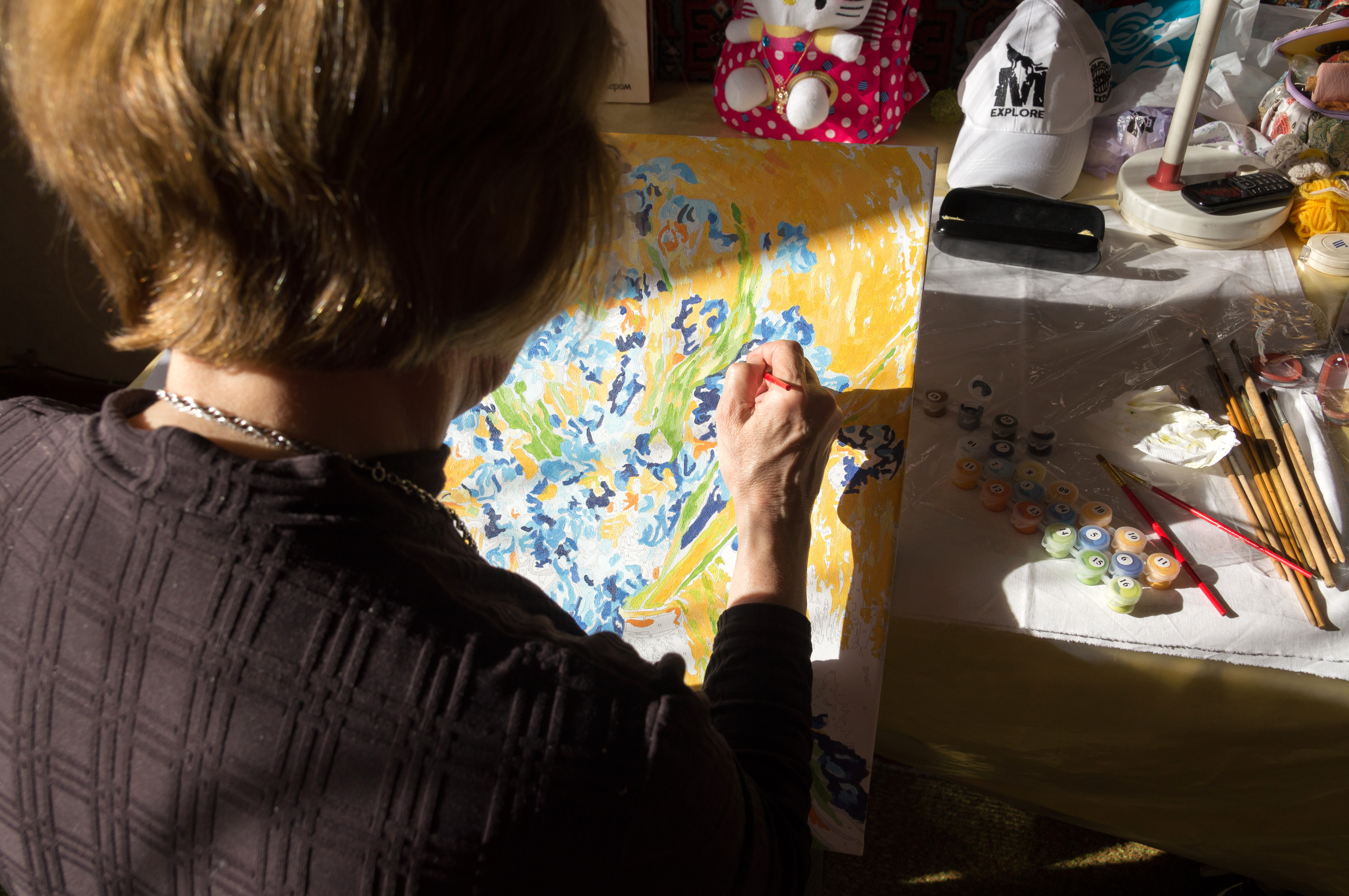
Akvarel

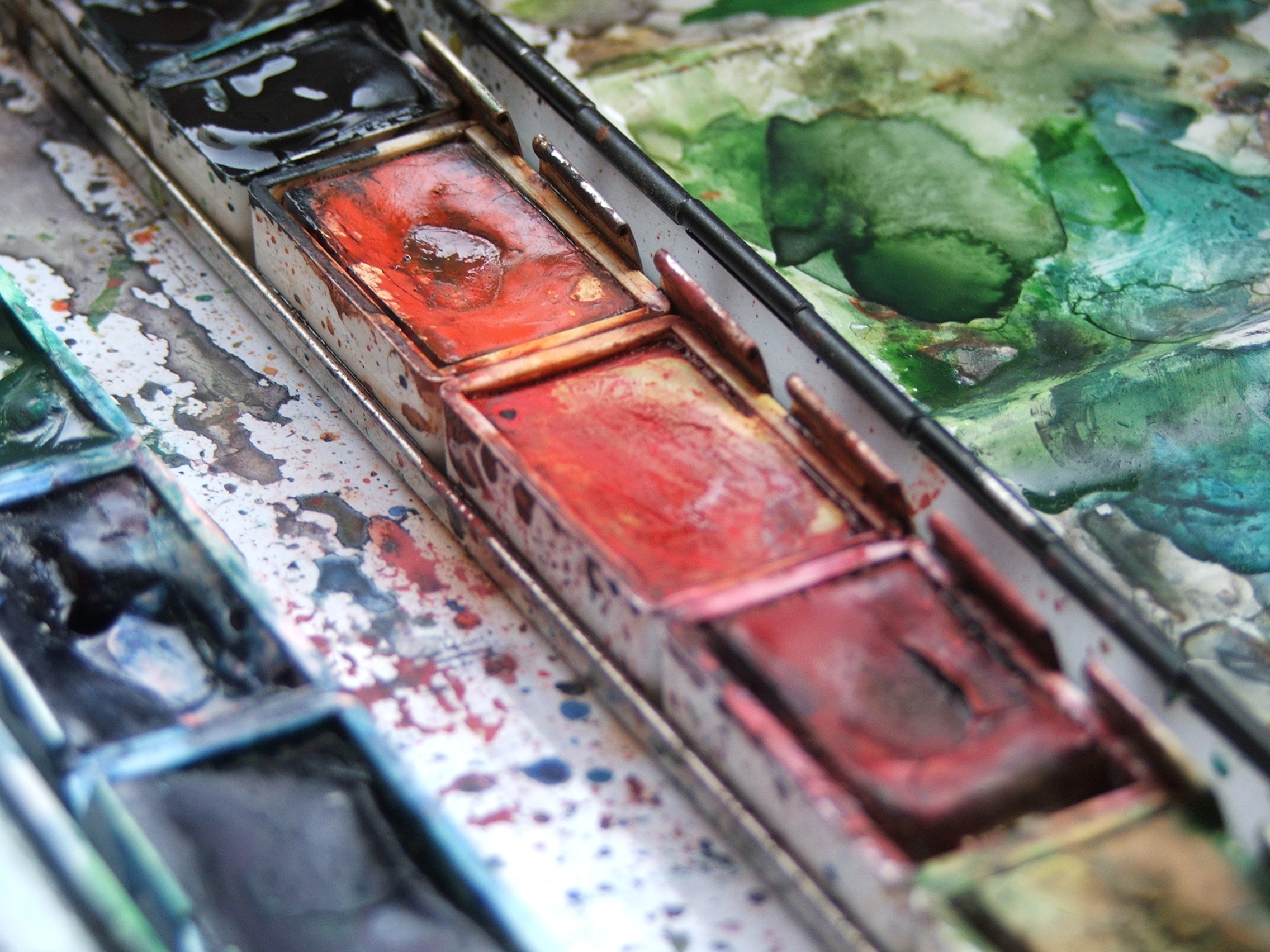
Vodové barvy

Akvarel je malba, při které se používá barva rozpustná ve vodě (vodová barva). Maluje se na různé povrchy, nejčastěji se používá papír, ale i papyrus, plast nebo kůže, látka, dřevo a plátno. Vodová barva ne zcela kryje, a tak podklad obvykle prosvítá.

## Historie akvarelu

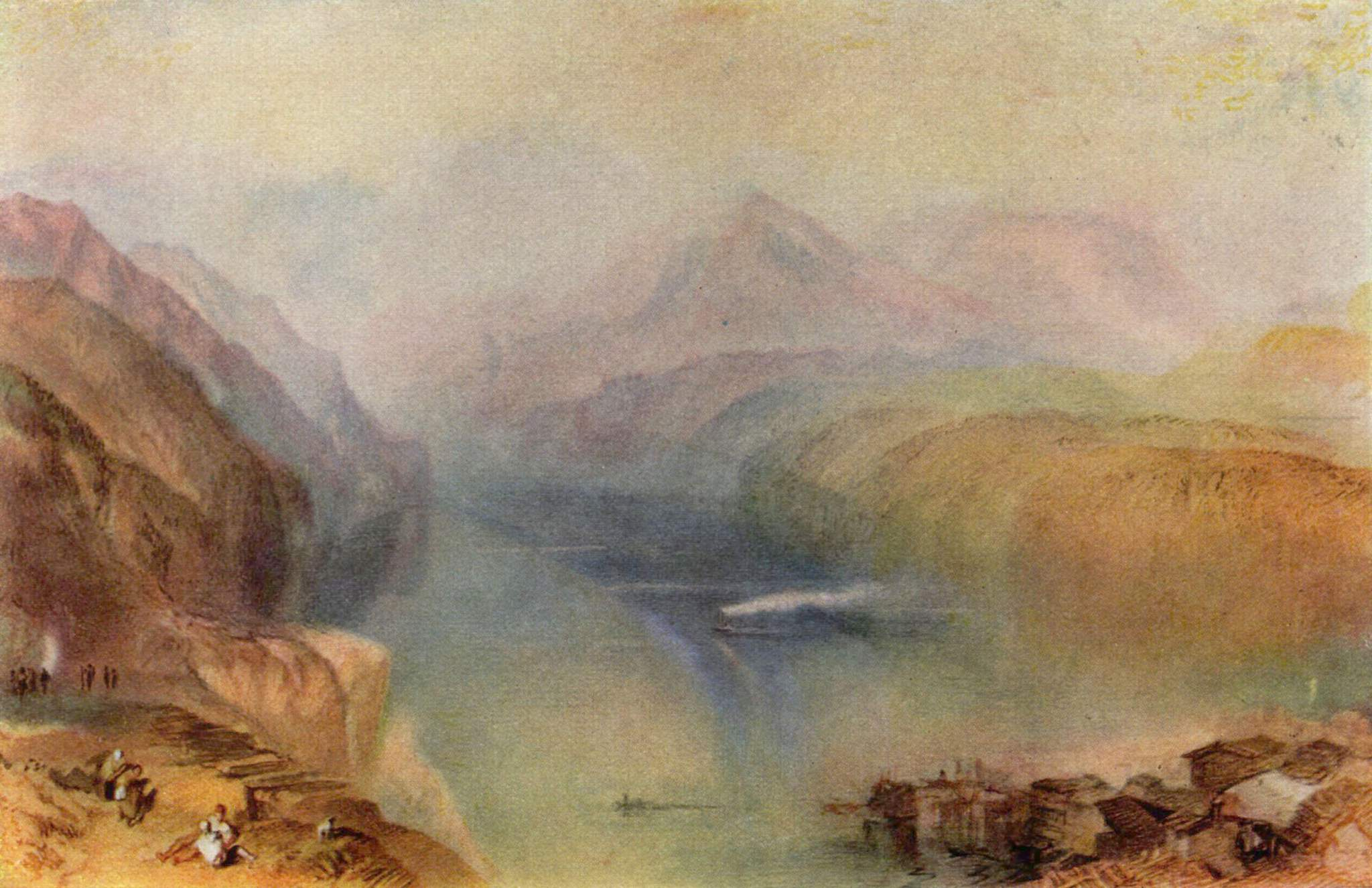
Krajinomalba z roku 1802 od Williama Turnera

Akvarelová malba má původ v umění starého Egypta, kde význačné osobnosti byly malovány na svitky papyru. Později se znaky akvarelové malby vyskytují ve středověkých rukopisech a přetrvávají až do období renesance. Lze říci, že během renesance tvořil i význačný předchůdce akvarelu, největší německý malíř a rytec 16. století Albrecht Dürer, jenž během svého života (1471–1528) napsal tři knihy, zhotovil přes tisíc kreseb, téměř 300 rytin a namaloval 188 obrazů, z toho 86 akvarelů.

### Význam akvarelu
Po Dürerově smrti se akvarelu používalo hlavně jako doplňkového média pro navrhování nástěnných maleb a olejů. Mistři italské renesance, Leonardo da Vinci, Rafael a Michelangelo i mistři vlámské školy v 17. století zhotovili bezpočet kreseb perem a štětcem. Během svého pobytu v Římě malovali francouzští malíři Nicolas Poussin a Claude Lorrain kvašem krajiny ve stylu, jenž lze označit za předzvěst neoklasicismu a rozvoje akvarelu, na němž se později podíleli britští umělci.

### Samostatné médium
Ve druhé polovině 18. století zaznamenal akvarel nárůst popularity ve Velké Británii, především u krajinářské školy. Rozhodujícím činitelem, který pak přispěl k popularizaci akvarelu také v ostatních evropských zemích a pozvedl akvarelovou malbu na úroveň kresby, pastelu a dokonce i olejomalby, byla kvalita obrazů Williama Turnera, Thomase Girtina a dalších jejich současníků.
Turner je dodnes považován za jednoho z největších mistrů anglického umění, vynikajícího malíře olejů a věhlasného akvarelistu. Obdivoval jej Monet, Manet, Pissarro, Degas a jiní, kteří v jeho díle spatřovali náznaky impresionismu.
Richard Parkes Bonington, přední anglický akvarelista konce 18. století, zavedl akvarelovou malbu do Francie, kde ji umělci nadšeně přijali. Nejvýznamnější z nich byl Eugène Delacroix, který během putování severní Afrikou maloval akvarely a dělal si zápisky. Dochoval se i jeho proslulý deník se skicami z Maroka, které použil při malování obrazů znázorňujících postavy a scény arabského světa. Dalšími významnými akvarelisty byli Gustave Moreau a Eugéne Lamisse, který ve Francii založil Société d’Aquarellistes. Později se objevil Paul Cézanne, který interpretoval akvarel v rámci impresionistického stylu.
Mezi proslulé španělské akvarelisty 19. století se řadí Pérez Villamil a Marino Fortuny, zakladatel prvního španělského sdružení akvarelistů Agrupació d’Acuarellistes de Catalunya. Fortuny byl nadšeným propagátorem akvarelu nejen ve Španělsku, ale také ve Francii a Itálii.

## Složení akvarelových barev
Akvarelové barvy se skládají z rostlinných, nerostných nebo živočišných pigmentů, spojených vodou, arabskou gumou, glycerínem, medem a konzervačními přísadami. Glycerín a med zabraňují popraskání nátěru během jeho vysychání.
Akvarelové barvy se vyrábějí ve čtyřech provedeních:
- suché barvy v přihrádkách,
- mokré barvy v přihrádkách,
- polotekuté barvy v tubičkách,
- tekuté barvy v lahvičkách – používají se buď přímo z lahvičky, nebo se mohou nalít do jiné nádoby a naředit vodou.

## Úpravy barev
K úpravě barev lze používat různé přísady.
- Arabská guma je jednou ze základních přísad akvarelových barev. Dodatečné přidání média zvýší průhlednost barev. Není však vhodné použít větší množství tohoto média, malba by se po zaschnutí nepříjemně leskla.
- Býčí žluč se používá pro zlepšení klouzavosti barev. Pár kapek se přidává do vody, kterou se ředí barvy. Není vhodné používat větší množství tohoto média, barvy jsou poté mdlé.
- Irizující médium – dodá malbě lesk.
- Strukturální médium způsobuje výraznější texturu lazury. Přidává se buď do barvy, nebo přímo na papír.

## Akvarelový štětec
Protože je akvarel technika využívající jako ředidlo vodu, je potřeba štětec, který hodně vody nasaje a udrží ji. Vhodné jsou proto měkké, přírodní štětce, které se vyrábějí z chlupů sobolů, volů, nebo třeba veverek. Oblíbené jsou též štětce ze syntetického vlákna, které ale neudrží tolik barvy jako štětce z přírodního vlasu. Používají se různé tvary štětců:
- kulatý (Round) – špičatý hrot a dlouhé, těsně uspořádané štětiny pro detaily,
- plochý (Flat) – pro rychlé a rovnoměrné roztírání barvy,
- plochý krátký (Bright) – s krátkými tuhými štětinami, vhodný jak pro aplikaci tenčích vrstev barvy,
tak i pro silnější vrstvy malby jako například pro techniku impasto,
- kočičí jazýček (Filbert) – plochý štětec s klenutým koncem, umožňuje nejen dobré pokrytí větší plochy, ale naopak i detailní práci,
- vějíř (Fan) – k natírání větších ploch,
- zkosený (Angled) – plochý štětec se zkoseným koncem; pro plochy i detaily,
- mop – velký štětec se zakulaceným okrajem pro širokou jemnou aplikaci barev, vhodný pro lazurování přes stávající vrstvy bez většího rizika poškození podkladu,
- rigger – kulatý štětec s delším vlasem, tradičně používaný pro malbu lanoví v obrazech lodí; je to štětec vhodný pro jemné linie.

## Akvarelový papír
Pro akvarel je na výběr velké množství nejrůznějších papírů, které se liší gramáží, absorpcí (schopností vstřebávání barvy) a texturou (strukturou povrchu). Před nákupem papíru je třeba zvážit zamýšlený způsob malby.
- Gramáž udává hmotnost papíru (v gramech) na 1m². Čím větší je gramáž, tím silnější je papír. Pro akvarel jsou vhodné papíry s větší gramáží, ty se pak nevlní jako například pro akvarel nevhodné klasické čtvrtky.
- Absorpce (schopnost vstřebávání barvy) se ovlivňuje již při výrobě, a to druhem použitého klížidla a jeho množstvím. Neklížený papír tekutinu absorbuje ihned, zatímco silně klížený papír kapalinu téměř odpuzuje.
- Textura ovlivňuje chování akvarelu a tím i výsledek. Za horka lisované papíry jsou hladké, zatímco za studena lisované již mají určitou hrubší texturu.

## Lavírování
Technika lavírování představuje práci s jednou, nejvýše dvěma barvami, jejichž rozředěním se dosáhne široké škály valérů (odstínů tónu). Optického vjemu různorodé sytosti barvy se docílí neúplným překrytím bílé barvy papíru barevným pigmentem. Ani velcí mistři jako Rembrandt nebo Constable tuto techniku neopomíjeli.
Termínem lazura se v malířství označuje vrstva řídké, průsvitné barvy, nanesená na podklad (papír) nebo již přítomnou barvu. Lazurováním se dociluje nových barevných odstínů, případně změny valérů.

## Mokrý akvarel
Mokrý akvarel je speciální technika malby, spočívající v nanášení barvy na navlhčený podklad, popř. nezavadlou barvu. Barvy se rozpíjejí a vytvářejí pozoruhodný efekt.